# Fondation Gustave-Roussy
La fondation Gustave-Roussy est une fondation reconnue d'utilité publique destinée à la recherche sur le cancer, créée conjointement par Gustave-Roussy — premier centre de lutte contre le cancer en Europe — et le Conseil général du Val-de-Marne.
Le pilotage stratégique est assuré par un conseil de surveillance, présidé par Jean-Claude Labrune et composé de trois membres de Gustave Roussy et de quatre personnalités de la société civile reconnues pour leur expertise.
Simone Veil était présidente d'honneur du conseil de surveillance de la Fondation. Monsieur Jean-Pierre Davant, ancien président du conseil de surveillance lui a succédé.